# Wrong Number (chanson)
Pour les articles homonymes, voir Wrong Number.
Singles de The Cure
Gone!
(1996) Out of This World
(2000)
Pistes de Galore
Gone!
Wrong Number est une chanson du groupe britannique The Cure écrite et composée par Robert Smith, sortie en single le 17 novembre 1997.

## Contexte
Wrong Number marque la première collaboration discographique entre The Cure et le guitariste Reeves Gabrels avec qui Robert Smith avait joué pour la première fois lors du concert célébrant les 50 ans de David Bowie en janvier 1997,.
La formation qui joue sur Wrong Number est particulière puisque trois des membres de The Cure, Perry Bamonte, Simon Gallup et Roger O'Donnell ne participent pas à l'enregistrement. Seuls Robert Smith (au chant, à la guitare, à la basse et aux claviers) et Jason Cooper (à la batterie) sont présents aux côtés de Reeves Gabrels à la guitare.
Ce trio enregistre par la suite un autre titre, A Sign From God, sous le nom de COGASM (CO pour Cooper, GA pour Gabrels, SM pour Smith) pour la bande originale du film de Trey Parker, Capitaine Orgazmo.  
Reeves Gabrels devient membre officiel de The Cure en 2012.

## Différentes versions
La chanson Wrong Number est déclinée en neuf versions : Single Mix, Analogue Exchange Mix, Engaged Mix, P2P Mix, Digital Exchange Mix, Dub Analogue Exchange Mix, Crossed Line Mix, ISDN Mix et Radio Mix, cette dernière figurant uniquement sur un CD single hors commerce, réservé à la promo. Les huit premières sont réparties sur des CD quatre ou cinq titres, avec des variantes dans la répartition des mixes suivant les pays.
La version Single Mix est présente sur la compilation Galore sortie le 28 octobre 1997.

## Clip
Le clip est réalisé par Tim Pope dont le dernier travail avec le groupe était la vidéo de Friday I'm in Love en 1992.

## Classements hebdomadaires
| Classement (1997)              | Meilleure place |
| ------------------------------ | --------------- |
| Australie (ARIA)               | 70              |
| États-Unis (Alternative Songs) | 8               |
| Pays-Bas (Single Top 100)      | 88              |
| Royaume-Uni (UK Singles Chart) | 62              |